# 116
El año 116 (CXVI) fue un año bisiesto comenzado en martes del calendario juliano, en vigor en aquella fecha.
En el Imperio romano el año fue nombrado el del consulado de Lamia y Veto o menos comúnmente, como el 869 ab urbe condita, siendo su denominación como 116 a principios de la Edad Media, al establecerse el Anno Domini.

## Acontecimientos
- Trajano completa la dominación de Partia al conquistar las ciudades de Seleucia del Tigris, Ctesifonte y Susa, alcanzando la mayor expansión del Imperio romano en los territorios del este.

## Fallecimientos
- Ban Zhao, escritora china.
- Abgar VII, rey de Osroena.
- Cayo Julio Antíoco Epífanes Filopapo, político romano de origen griego.
- Zaqueo de Jerusalén, obispo de Jerusalén.